# دوري منطقة القاهرة 1948–49
دوري منطقة القاهرة 1948–49 هو النسخة السابعة والعشرون (27) من دوري منطقة القاهرة، وهو الدوري الأول في تاريخ مصر. نادي فاروق (نادي الزمالك حاليًا) هو حامل لقب البطولة لم تلعب البطولة ولكن تم حساب البطل عن طريق نتائج بطولة الدوري المصري الممتاز.